# Peilboot
Een peilboot is een vaartuig dat peilingen verricht van rivieren, kanalen, sluizen en havendokken. Peilingen kunnen gedaan worden met een echolood, maar worden tegenwoordig vaak verricht met behulp van sidescan-sonar en eventueel een magnetometer gekoppeld aan een gps-systeem en een softwarepakket voor de dataverwerking.